# Vinicka (Prijepolje)
Vinicka (Servisch cyrillisch Виницка) is een plaats in de Servische gemeente Prijepolje. De plaats telt 474 inwoners (2002).